# Господарят на желанията 4: Пророчеството изпълнено
„Господарят на желанията 4: Пророчеството изпълнено“ (на английски: Wishmaster: The Prophecy Fulfilled) е американски филм на ужасите от 2002 г.
Последен филм от поредицата, като оценките за него са предимно ниски.

## Сюжет
Внимание:  Текстът по-долу разкрива сюжета на произведението (или части от него)!
Адвокат подарява на жената на свой приятел антикварна кутия, като не знае, че така е разбудил злият джин. Този път изпълнителя на желания се влюбва в своята жертва.

## Актьорски състав
- Джон Новак – Джинът
- Тара Спенсър-Найрн – Лиза Бърнли
- Майкъл Труко – Стивън Върдел
- Джейсън Томпсън – Сам
- Виктор Уебстър – Хънтър
- Джон Бенджамин Мартин – Дъглас Холистър